# Xylopteryx aucilla
Xylopteryx aucilla är en fjärilsart som beskrevs av Louis Beethoven Prout 1926. Xylopteryx aucilla ingår i släktet Xylopteryx och familjen mätare. Inga underarter finns listade i Catalogue of Life.